# Nomenia duodecimlineata
Nomenia duodecimlineata là một loài bướm đêm trong họ Geometridae.